# Šabranski rajon
Šabranski rajon (azerski: Şabran rayonu), do 1970. Divičinski rajon, je jedan od 66 azerbajdžanskih rajona. Šabranski rajon se nalazi na sjeveroistoku Azerbajdžana te na zapadnoj obali Kaspijskog jezera. Središte rajona je Šabran. Površina Šabranskog rajona iznosi 1.090 km². Šabranski rajon je prema popisu stanovništva iz 2009. imao 51.533 stanovnika, od čega su 25.948 muškarci, a 25.585 žene.
Šabranski rajon se sastoji od 33 općine.